# Sint-Pieterskerk (Maubroux)

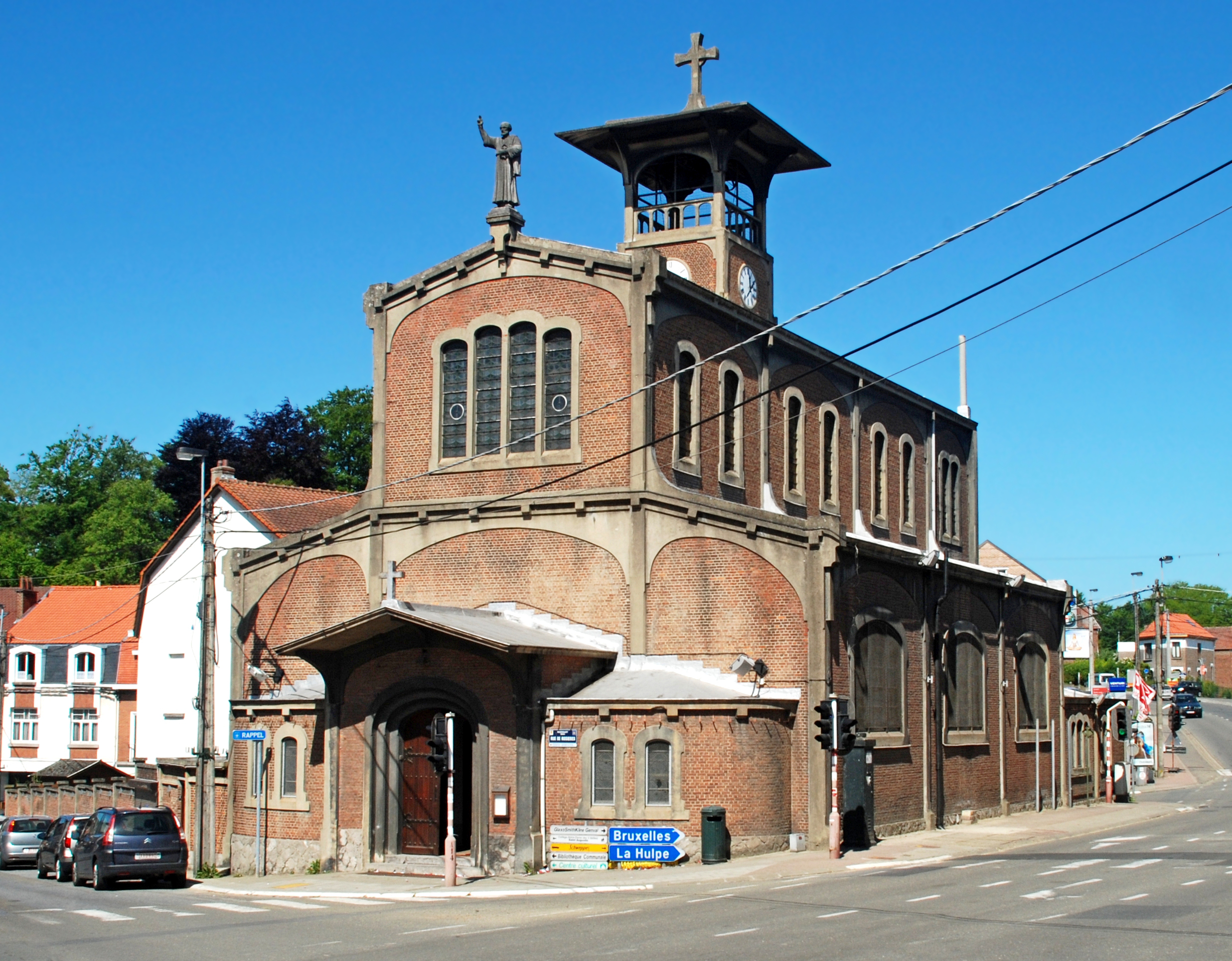
Buitenaanzicht

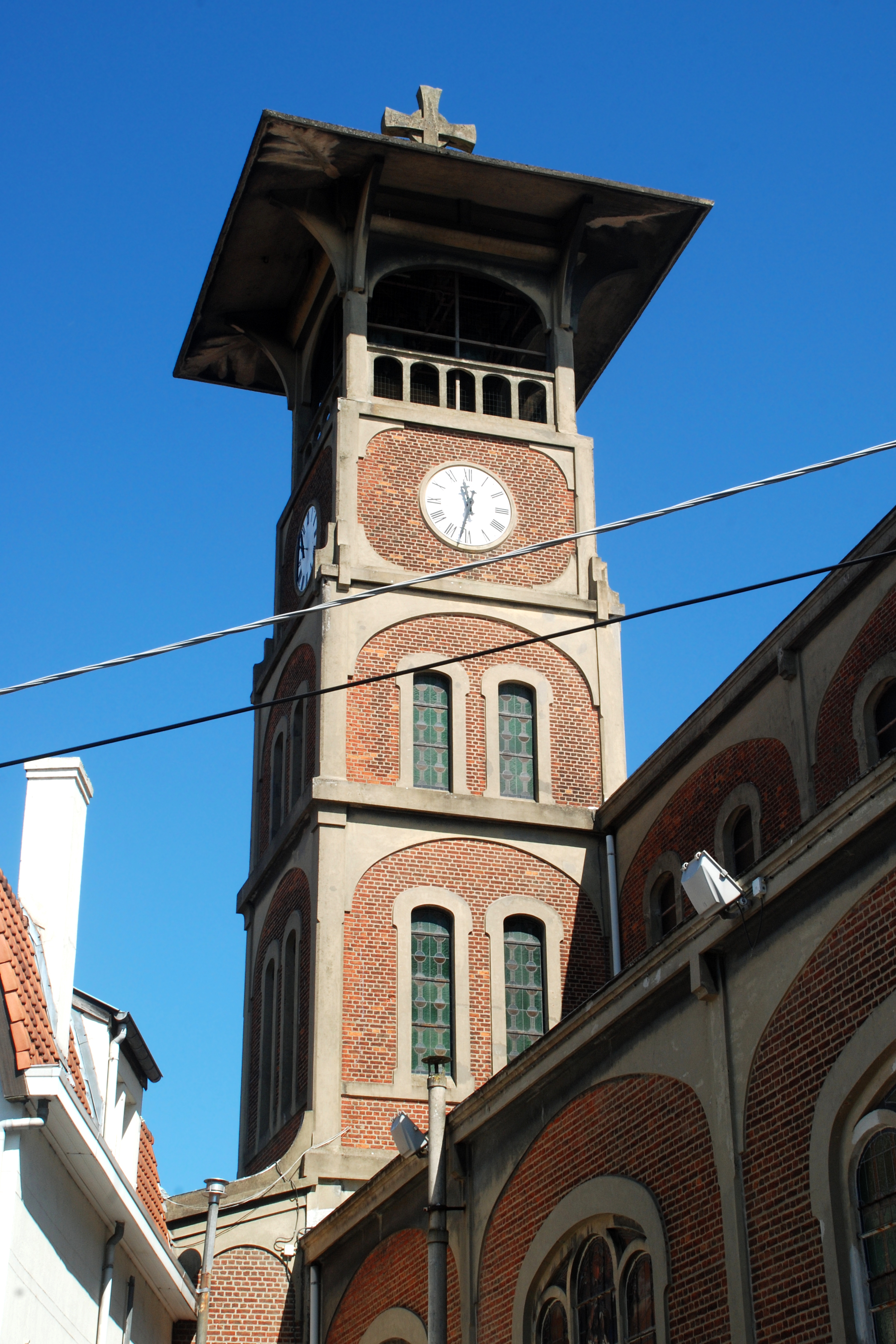
Klokkentoren

De Sint-Pieterskerk (Frans: Église Saint-Pierre) is een rooms-katholieke parochiekerk in de Belgische plaats Maubroux, behorend tot de Waals-Brabantse gemeente Rixensart.

## Geschiedenis
De kerk is in 1923 opgericht door Auguste Lannoye (1874-1938), eigenaar van een papierfabriek in Genval. Hij had zijn zoon Pierre op vijfjarige leeftijd verloren aan difterie. Voor het ontwerp en de bouw deed Lannoye geen beroep op een professionele architect, maar op ingenieurs van zijn bedrijf. Zij creëerden de eerste kerk van België met een betonnen structuur.

## Beschrijving
De kerk is opgetrokken uit rode baksteen binnen een zichtbare betonconstructie, op een hardstenen sokkel. De betonnen omlijstingen vormen ellipsbogen en stijgende bogen. De architectuur is basilicaal met een driebeukig schip. De voorgevel heeft een betonnen portiek en wordt bekroond door een zegenend beeld van Sint-Pieter.
Aan de westkant heeft de kerk een vreemde klokkentoren van vijf geledingen. De derde verdieping draagt de uurwerken, terwijl de vierde verdieping de klokken herbergt onder een brede dakoversteek. Daarop bevindt zich een groot betonnen kruis.